# الديجلية (الرقة)
الديجلية قرية سورية تتبع ناحية سلوك في منطقة تل أبيض في محافظة الرقة. بلغ عدد سكانها 550 نسمة في عام 2004 حسب إحصاء المكتب المركزي للإحصاء.